# Ransom (Kansas)
Ransom es una ciudad ubicada en el condado de Ness en el estado estadounidense de Kansas. En el año 2010 tenía una población de 294 habitantes y una densidad poblacional de 367,5 personas por km².

## Geografía
Ransom se encuentra ubicada en las coordenadas 38°38′7″N 99°55′57″O / 38.63528, -99.93250 (38.635344, -99.932434).

## Demografía
Según la Oficina del Censo en 2000 los ingresos medios por hogar en la localidad eran de $31,771 y los ingresos medios por familia eran $43,333. Los hombres tenían unos ingresos medios de $28,542 frente a los $18,906 para las mujeres. La renta per cápita para la localidad era de $18,123. Alrededor del 2.8% de la población estaban por debajo del umbral de pobreza.